# Инишир
Инишир (ирл. Inis Oírr, [ˈɪnɪɕ iːr]/[ˈɪnɪɕ siːr], англ. Inisheer) — самый маленький и восточный из островов Аран, расположенный в заливе Голуэй. Его название и переводится как «восточный остров». На острове площадью 5,67 км² (3х2) проживает 249 чел. (2011).
На Инишире расположен одноимённый аэродром.

## Достопримечательности
Среди местных достопримечательностей — замок О’Браенов (Caislea’n Ui Bhariain, XV век), курган Кнок Раитни (Cnoc Raithni — датируется ~1500 г. до н. э., связывается с мифическими Фир Болг), церковь святого Кевина, покровителя острова (Teampall Chaomhan, X век), руины церкви святой Гобнати (Cill Ghobnait, VIII—IX вв.), руины церкви Семи Дочерей (Cill na Seacht Ninion), источник святого Энды (Tobar Einne) и остов торгового корабля Plassy, потерпевшего крушение в 1960 году.